# コルベイユ条約 (1258年)
コルベイユ条約（コルベイユじょうやく、フランス語: Traité de Corbeil、スペイン語: Tratado de Corbeil）は、1258年5月11日にコルベイユ（現フランス領コルベイユ＝エソンヌ）で締結された、フランス王ルイ9世とアラゴン王ハイメ1世の間の条約。

## 内容
ルイ9世はシャルルマーニュの末裔としてスペイン辺境領とゴート辺境領のうち現カタルーニャ州にあたる地域への封建制での宗主権を放棄した。
ハイメ1世はフォヌイエ＝ドゥ＝ラゼ、ペイルペルテューズ、ピュイローラン城、フォヌイエ城、ペイルペルテューズ城、カステルフィゼル（Castellfisel）、シャトー・ド・ケリビュスへの請求を取り下げ、トゥールーズ、サン＝ジル、ケルシー、ナルボンヌ、アルビ、カルカソンヌ（1213年以降トゥールーズ伯領の一部）、ラゼ、ベジエ、ロラゲ、テルメ、メネルブ（1179年に封建制から解放され、ロジェ2世・ド・ベジエに引き渡された）への宗主権を放棄した。またアグドとニーム（この2か所の子爵は1112年以降バルセロナ伯の封臣となった）、ルエルグ、ミヨー、ジェヴォーダン（ドゥース・ド・プロヴァンスの権利により）への宗主権も放棄した。これにより、ハイメ1世が維持したのはモンペリエの統治権、カルラ子爵領、オメラス男爵領のみとなった。
アラゴン王国のフォワ伯領への宗主権の放棄ははじめ条約に含まれていたが、ハイメ1世が1258年7月16日に条約を批准するとき、ルイ9世の宗主権の下に含まれていなかったことを理由に拒否された。
条約により、ハイメ1世の娘イザベルがルイ9世の息子フィリップと結婚した。

## その後
7月17日、ハイメ1世は神聖ローマ帝国の封土であるプロヴァンス伯領への相続権を同族のレーモン・ベランジェ4世の娘でルイ9世の王妃であるマルグリット・ド・プロヴァンスに譲った。
条約の直接的な影響はバルセロナ家を南フランスの政治から完全に切り離したことであり、これによりラングドックとカタルーニャの文化と経済の関係が薄れた。また、プロヴァンスがカペー系アンジュー家に渡され、後に同家が断絶されるとフランスに組み込まれた。